# Olympische Winterspiele 2006/Teilnehmer (Serbien und Montenegro)
| Gelbes Symbol für Goldmedaillen mit stilisierten Olympischen Ringen | Graues Symbol für Silbermedaillen mit stilisierten Olympischen Ringen | Braundes Symbol für Bronzemedaillen mit stilisierten Olympischen Ringen |
| ------------------------------------------------------------------- | --------------------------------------------------------------------- | ----------------------------------------------------------------------- |
| —                                                                   | —                                                                     | —                                                                       |

Serbien und Montenegro nahm an den Olympischen Winterspielen 2006 im italienischen Turin mit sechs Athleten teil. Es war die letzte Teilnahme des Staatenbundes an Olympischen Spielen; im Juni 2006 erlangte der Landesteil Montenegro die offizielle Unabhängigkeit.

## Flaggenträger
Die Ski Alpin-Läuferin Jelena Lolović trug die Nationalflagge während der Eröffnungsfeier, bei der Schlussfeier wurde sie vom Biathleten Aleksandar Milenković getragen.

## Teilnehmer nach Sportarten

### Biathlon
Herren:
- Aleksandar Milenković (20 km Einzel)

### Ski Alpin
Damen:
- Jelena Lolović (Abfahrt, Slalom, Riesentorlauf, Super-G, Kombination)
- Marija Trmčić (Slalom)

Herren:
- Želimir Vuković (Slalom)

### Eiskunstlauf
Herren:
- Trifun Živanović, 26. Platz

### Ski Nordisch

#### Langlauf
Damen:
- Branka Kuzeljević (15 km Verfolgung)

Herren:
- Aleksandar Milenković (50 km)